# قوانچ نورمحمدوف
قوانچ نورمحمدوف (به زبان ترکمنی: Guwanç Nurmuhammedow، قوُوانچ نوُرمحمدوف؛ زادهٔ ۱۷ نوامبر ۱۹۷۶) جودوکار اهل ترکمنستان است.